# Albugo laibachii
Albugo laibachii és un fong del gènere Albugo que és un paràsit del gènere Arabidopsis.